# Napolioni Nalaga

a Compétitions nationales et continentales officielles uniquement.

b Matchs officiels uniquement.
Dernière mise à jour le 9 décembre 2022.
Napolioni Nalaga, né le 7 avril 1986 à Sigatoka (Fidji), est un joueur international fidjien de rugby à XV. Il a évolué au poste d'ailier au sein du club français de l'ASM Clermont Auvergne, où il fait l'essentiel de sa carrière, de 2007 au 19 mars 2011, avant d'y revenir de 2012 à 2015. Il joue ensuite au Lyon OU de 2015 à 2017, aux London Irish de 2017 à 2019, au Lokomotiv Penza en Russie en 2019, aux Olimpia Lions en 2020 avant de faire son retour aux Fidji.
Passé par le centre de formation de l'ASM Clermont Auvergne, il s'impose à partir de la saison 2007-2008 comme l'un des meilleurs ailiers de France. Il est retenu une fois avec les Pacific Islanders en 2008 et honore sa première sélection avec l'équipe des Fidji l'année suivante. En 2010, il remporte le Championnat de France.

## Biographie
Le père de Napolioni Nalaga, Kavekini Nalaga, est international fidjien. En 1987, il participe à la première Coupe du monde de rugby à XV durant laquelle l'équipe des Fidji atteint les quarts de finale.
En 2020, le film L'esprit de famille de Éric Besnard, avec Guillaume de Tonquédec et Isabelle Carré lui adresse un clin d'œil au travers d'un personnage, lui-même joueur fidjien à l'ASM, et prénommé Napoléon.
En 2022 et à 35 ans, ruiné, il devient policier dans son village de naissance.

## Carrière sportive
Jeune espoir avec l'équipe des moins de 18 ans des Fidji, il inscrit 5 essais contre les Tonga.
L'année suivante, il participe à la coupe du monde des moins de 19 ans où il inscrit 7 essais en 3 matchs.

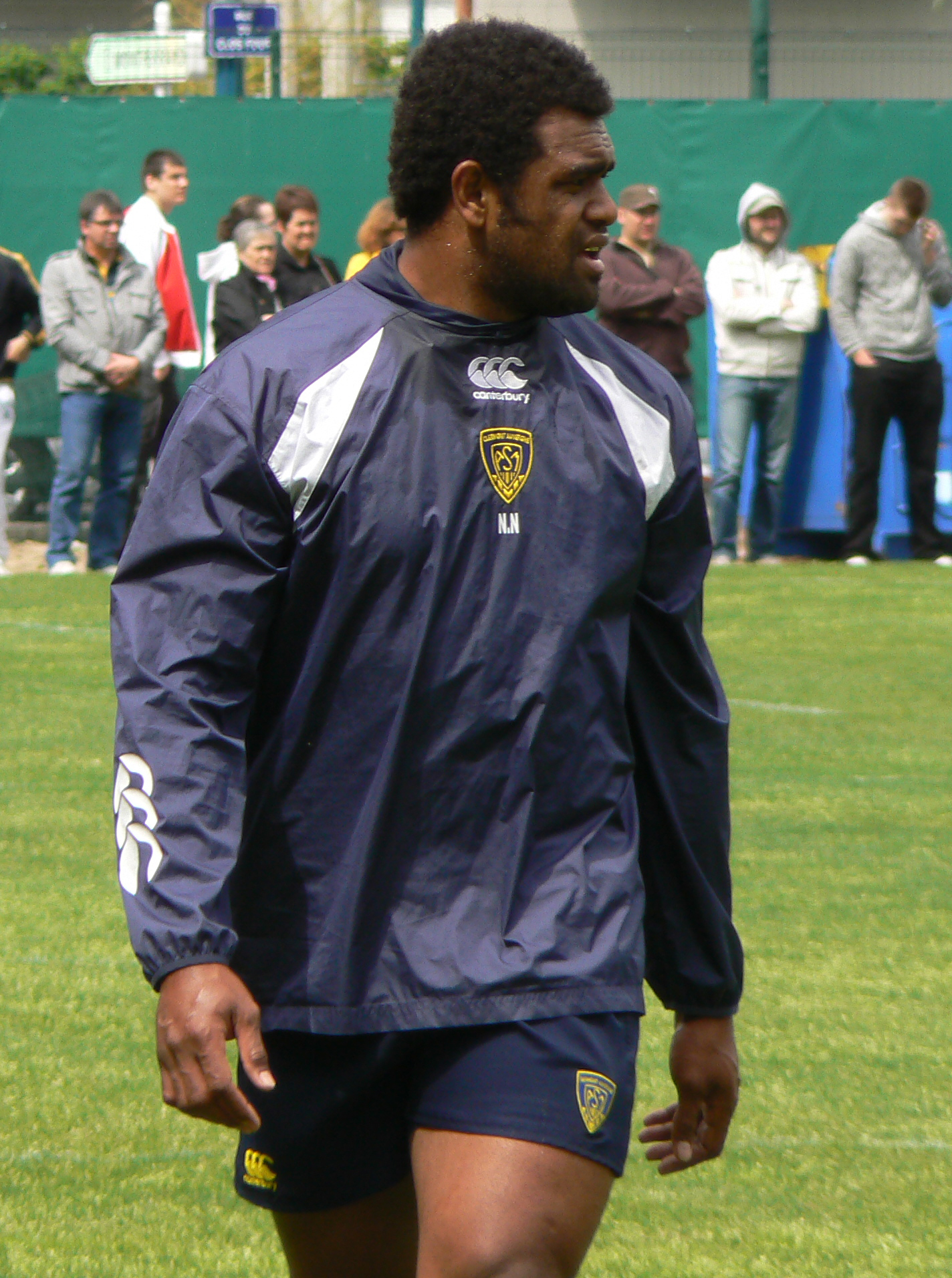
Napolioni Nalaga lors d'un entraînement avec l'ASM Clermont Auvergne en mai 2010.

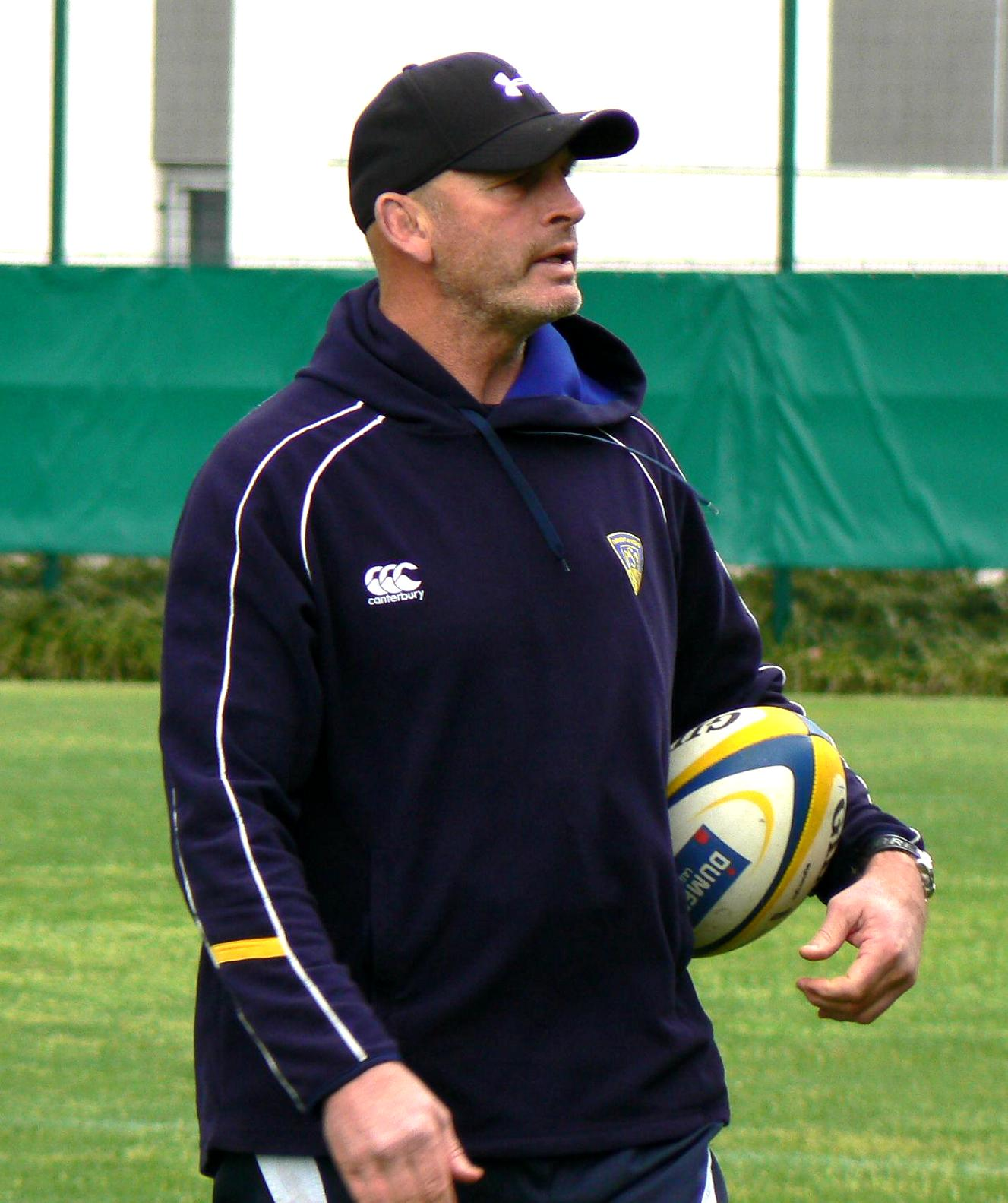
Vern Cotter est le manager de Napolioni Nalaga de 2006 à 2011 et de 2012 à 2014.

Repéré en 2006 lors de la coupe du monde des moins de 21 ans alors qu'il joue au centre, il est recruté par l'ASM Clermont Auvergne qui le repositionne rapidement à l'aile. En mai 2007, il se blesse lors de son premier match en Top 14 à Brive (entorse au genou) ce qui le prive de la fin de saison.
Il se révèle lors de la saison 2007-2008, alors que les ailiers titulaires de l'ASM Julien Malzieu et Aurélien Rougerie sont retenus avec l'équipe de France pour le tournoi des six nations 2008. Là il démontre ses qualités de finisseur en inscrivant 6 essais lors de ses 4 premiers matchs. Il termine la saison régulière meilleur marqueur du championnat en ayant inscrit 16 essais en 14 matchs (un essai toutes les 58 minutes en moyenne).
La saison suivante, il égale le record de Caucaunibuca en inscrivant 4 essais dans un match et devient recordman du nombre d'essais en saison régulière depuis la mise en place de la poule unique avec 20 réalisations.
Il connaît sa première sélection internationale le 15 novembre 2008 avec la sélection des Pacific Islanders, sans avoir jamais disputé la moindre rencontre avec les Fidji. Lors de ce match, il écope d'un carton rouge après seulement 20 minutes de jeu pour une cravate sur le demi de mêlée français Jean-Baptiste Élissalde.
En mars 2009, il participe à la coupe du monde de rugby à sept à Dubai, il marque 4 essais dont 2 contre la France et finit meilleur marqueur des Fidji. Malgré cela les Fidji sont éliminés en quarts de finale de la compétition par le Kenya. Lors de ce même mois de mars, il est sélectionné avec le XV du président, sélection de joueurs étrangers évoluant en France coachée par Vern Cotter, pour jouer un match amical contre les Barbarians français au Stade Ernest-Wallon à Toulouse. Le XV du président l'emporte 33 à 26.
Lors de Cette année 2008-2009, il termine meilleur marqueur championnat en inscrivant 21 essais. Lors de la finale opposant clermont à l'USA Perpignan, il inscrit un essai en première mi-temps mais son équipe s'incline sur le score de 22 à 13.
Le 5 octobre 2009, il est élu meilleur joueur du Top 14 pour la saison précédente. La saison suivante, il est devancé par le Sud-Africain Sam Gerber pour le titre de meilleur marqueur, mais il inscrit l'unique essai de la finale, Clermont remportant le premier titre de champion de France de son histoire en s'imposant 19 à 6 face à Perpignan.

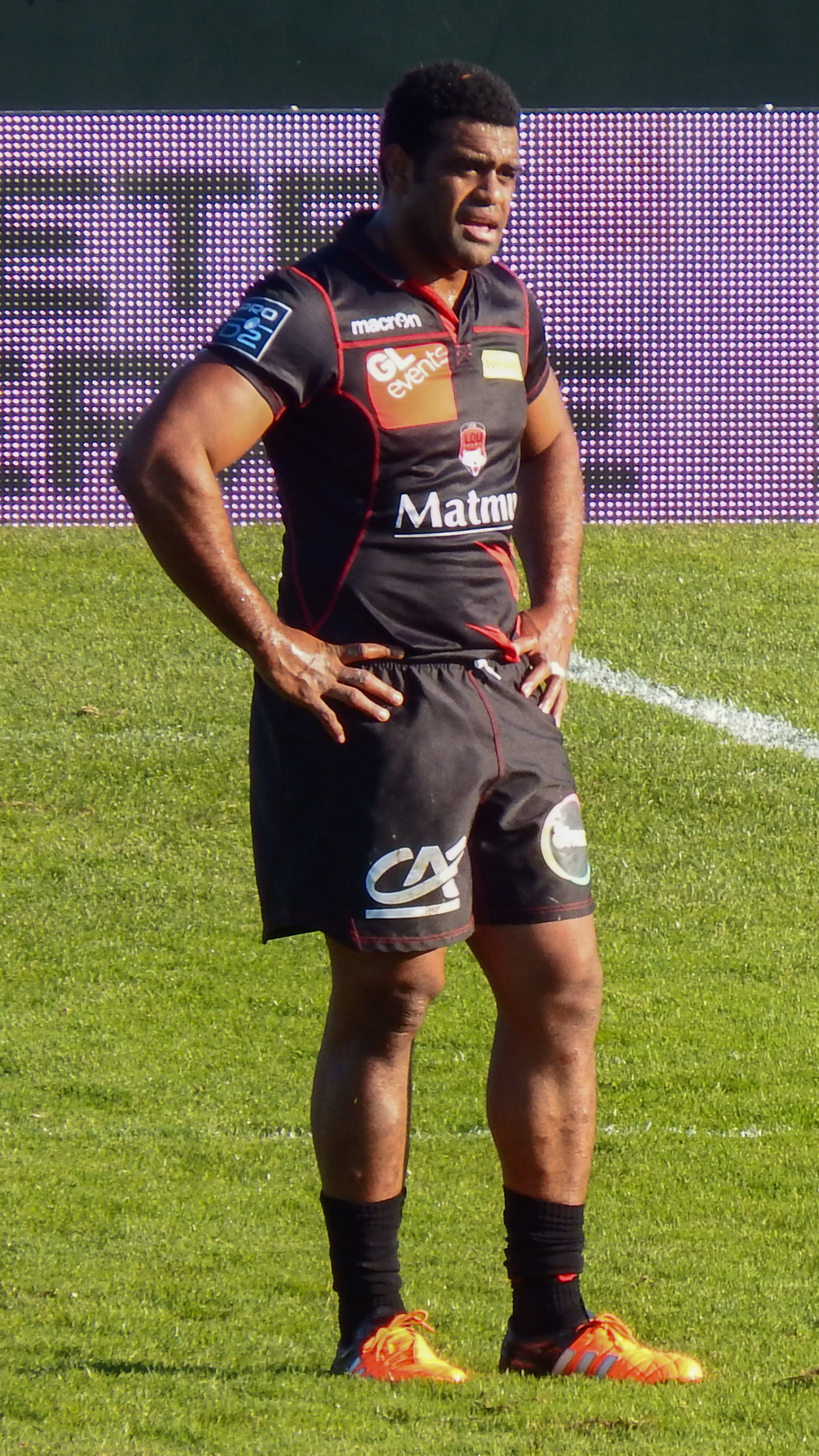
Nalaga sous le maillot du Lyon OU en décembre 2015.

Le 19 mars 2011, il retourne dans son pays natal où il reste jusqu'à la fin de la saison. L'année suivante Napolioni joue dans le Super 15 avec l'équipe australienne de la Western Force. Le 8 avril 2012, on apprend que le Fidjien va retourner en France pour la saison 2012-2013 à l'ASM Clermont Auvergne pour un contrat de 5 ans avec les Jaunards.
En 2016, le site Rugbyrama le classe cinquième parmi les 10 meilleurs joueurs de l'histoire de l'ASM Clermont Auvergne.
Le 20 décembre 2014, le président du Rugby club toulonnais, Mourad Boudjellal, annonce la signature de Nalaga au RCT pour 3 saisons à partir de la saison 2015-2016. Mais il est finalement libéré de son contrat afin de pouvoir signer avec le Lyon olympique universitaire. Il participe alors au titre de Champion de France de Pro D2 en jouant 12 matchs (12 titularisations) et en inscrivant 13 essais. La saison suivante, en Top 14, il aide le club à se maintenir en inscrivant 7 essais en 19 matchs (18 titularisations) et en participant à un match de Challenge Cup (1 essai). durant l'été 2015, il retrouve sa sélection nationale, disputant notamment trois rencontres de Pacific Nations Cup. Blessé, il n'est finalement pas retenu dans le groupe de joueurs participant à la coupe du monde.
En juin 2017, il signe un contrat avec le club anglais des London Irish, fraîchement promu en Aviva Premiership.
En août 2019 il s'engage avec le club russe du Lokomotiv Penza. Puis il rejoint l'Olimpia Lions pour la saison 2020. À la suite de l'arrêt de la saison de Súperliga Americana de Rugby, il est autorisé à rejoindre son pays et le club de Nadroga.

## Palmarès

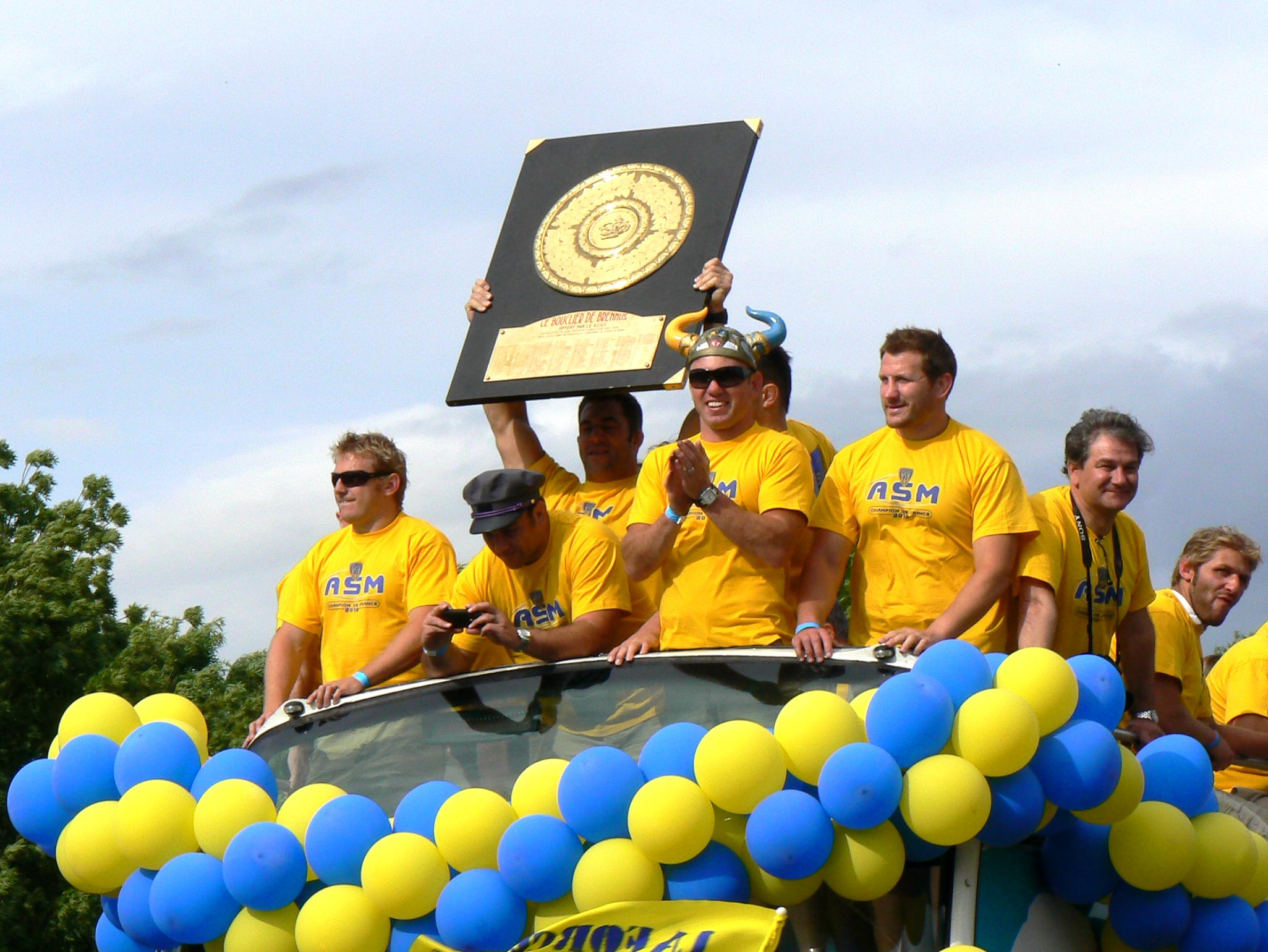
Le triomphe des joueurs de l'ASM Clermont Auvergne, champions de France 2010.

Après trois défaites consécutives en finale (2007, 2008 et 2009) Napolioni Nalaga remporte le championnat de France en 2010 avec l'ASM Clermont Auvergne. L'année précédente, il est élu meilleur joueur du championnat par ses pairs. 

### En club
Avec l’ASM Clermont Auvergne
- Championnat de France :
  - Vainqueur (1) : 2010
  - Finaliste (4) : 2007, 2008, 2009 et 2015
- Coupe d'Europe :
  - Finaliste (1) : 2013
  - 105 essais en 170 matchs

Avec le Lyon olympique universitaire
- Championnat de France de 2e division :
  - Vainqueur (1) : 2016
  - 21 essais en 32 matchs

### En équipe nationale
- Vainqueur de l'IRB World Sevens Series 2005-2006 avec l'équipe des Fidji de rugby à sept

### Distinctions personnelles
- Meilleur joueur du championnat de France en 2009 lors de la sixième Nuit du rugby
- Meilleur marqueur du Top 14 en 2008, 2009 et 2013
- Oscars du Midi olympique :  Oscar de Bronze 2009

## Statistiques
| Saison    | Club                  | Pays      | Championnat   | Championnat | Championnat      | Coupe d'Europe     | Coupe d'Europe | Coupe d'Europe   | Équipe des Fidji | Équipe des Fidji | Équipe des Fidji |
| Saison    | Club                  | Pays      | Compétition   | Matchs      | Essais, (points) | Type               | Matchs         | Essais, (points) |                  |                  |                  |
| --------- | --------------------- | --------- | ------------- | ----------- | ---------------- | ------------------ | -------------- | ---------------- | ---------------- | ---------------- | ---------------- |
| Saison    | Club                  | Pays      | Compétition   | Matchs      | Essais, (points) | Type               | Matchs         | Essais, (points) | Matchs           | Essais, (points) |                  |
| 2006-2007 | ASM Clermont Auvergne | France    | Top 14        | 1           | 0- (0)           | Coupe d'Europe     | 0              | 0 - (0)          | -                | -                |                  |
| 2007-2008 | ASM Clermont Auvergne | France    | Top 14        | 16          | 18 - (90)        | Coupe d'Europe     | 1              | 0 - (0)          | -                | -                |                  |
| 2008-2009 | ASM Clermont Auvergne | France    | Top 14        | 21          | 21 - (105)       | Coupe d'Europe     | 4              | 3 - (15)         | -                | -                |                  |
| 2009-2010 | ASM Clermont Auvergne | France    | Top 14        | 26          | 8 - (40)         | Coupe d'Europe     | 5              | 5 - (25)         | 1                | 0 - (0)          |                  |
| 2010-2011 | ASM Clermont Auvergne | France    | Top 14        | 12          | 4 - (20)         | Coupe d'Europe     | 4              | 2 - (10)         | 3                | 2 - (10)         |                  |
| 2012      | Western Force         | Australie | Super 15      | 11          | 2 - (10)         |                    |                |                  | 4                | 1 - (5)          |                  |
| 2012-2013 | ASM Clermont Auvergne | France    | Top 14        | 21          | 13 - (65)        | Coupe d'Europe     | 9              | 8 - (40)         | 3                | 2 - (10)         |                  |
| 2013-2014 | ASM Clermont Auvergne | France    | Top 14        | 17          | 8 - (40)         | Coupe d'Europe     | 8              | 5 - (25)         | 5                | 4 - (20)         |                  |
| 2014-2015 | ASM Clermont Auvergne | France    | Top 14        | 19          | 8 - (40)         | Coupe d'Europe     | 6              | 2 - (10)         | -                | -                |                  |
| 2015-2016 | Lyon OU               | France    | Pro D2        | 12          | 13 - (65)        | -                  | -              | -                | 4                | 0 - (0)          |                  |
| 2016-2017 | Lyon OU               | France    | Top 14        | 19          | 7 - (35)         | Challenge européen | 1              | 1 -(5)           | -                | -                |                  |
| Total     | ASM Clermont Auvergne | France    | Champ. Fr.    | 133         | 80 - (400)       | Coupe d'Europe     | 37             | 25 - (125)       | 12               | 8 - (40)         |                  |
| Total     | Western Force         | Australie | Super 15      | 11          | 2 - (10)         |                    |                |                  | 4                | 1 - (5)          |                  |
| Total     | Lyon OU               | France    | Pro D2 Top 14 | 12 19       | 13 - (65) 7 (35) | Challenge européen | 1              | 1 - (5)          | 4                | 0 - (0)          |                  |

Dernière mise à jour le 12 août 2017

### Avec les Fidji
Il joue son premier match avec l'équipe des Fidji le 14 novembre 2009 contre l'Écosse.

### Avec les Pacific Islanders
En 2008, Napolioni Nalaga est retenu avec les Pacific Islanders. Il ne dispute qu'une seule rencontre face au XV de France durant laquelle il écope d'un carton rouge en raison d'un plaquage haut sur Jean-Baptiste Élissalde.